# Váy đầm
Váy đầm (còn được gọi là váy dài hoặc váy choàng, áo đầm hay đơn giản là đầm) là một trang phục truyền thống được phụ nữ hoặc các cô gái mặc, bao gồm một chiếc váy với một chiếc áo lót kèm theo (hoặc một chiếc áo lót phù hợp mang lại hiệu quả của một bộ quần áo một mảnh). Nó bao gồm một mảnh trên cùng che thân và rủ xuống chân. Một chiếc váy đầm có thể là bất kỳ trang phục một mảnh có chứa một chiếc váy có độ dài bất kỳ, và có thể là trang trọng hoặc giản dị.
Một chiếc váy đầm có thể có tay áo, dây đai, hoặc được giữ bằng thun quanh ngực, để lại vai trần. Váy đầm cũng khác nhau về màu sắc.
Các đường viền của váy khác nhau tùy thuộc vào sự giản dị, thời tiết, thời trang hoặc sở thích riêng của người mặc.